# Abbas Nshimirimana
Abbas Nshimirimana (Bujumbura, 19 maggio 1998) è un calciatore burundese, attaccante del Vinhais.

## Carriera

### Club
Ha giocato nella terza divisione portoghese.

### Nazionale
Nel 2015 ha esordito in nazionale.

## Statistiche

### Cronologia presenze e reti in nazionale
| Cronologia completa delle presenze e delle reti in nazionale ― Burundi | Cronologia completa delle presenze e delle reti in nazionale ― Burundi | Cronologia completa delle presenze e delle reti in nazionale ― Burundi | Cronologia completa delle presenze e delle reti in nazionale ― Burundi | Cronologia completa delle presenze e delle reti in nazionale ― Burundi | Cronologia completa delle presenze e delle reti in nazionale ― Burundi | Cronologia completa delle presenze e delle reti in nazionale ― Burundi | Cronologia completa delle presenze e delle reti in nazionale ― Burundi |
| Data                                                                   | Città                                                                  | In casa                                                                | Risultato                                                              | Ospiti                                                                 | Competizione                                                           | Reti                                                                   | Note                                                                   |
| ---------------------------------------------------------------------- | ---------------------------------------------------------------------- | ---------------------------------------------------------------------- | ---------------------------------------------------------------------- | ---------------------------------------------------------------------- | ---------------------------------------------------------------------- | ---------------------------------------------------------------------- | ---------------------------------------------------------------------- |
| 4-7-2015                                                               | Bujumbura                                                              | Burundi                                                                | 2 – 0                                                                  | Gibuti                                                                 | Qual. Campionato delle Nazioni Africane 2016                           | 2                                                                      |                                                                        |
| 5-9-2015                                                               | Bujumbura                                                              | Burundi                                                                | 2 – 0                                                                  | Niger                                                                  | Qual. Coppa d'Africa 2017                                              | 1                                                                      | 63’                                                                    |
| 7-10-2015                                                              | Victoria                                                               | Seychelles                                                             | 0 – 1                                                                  | Burundi                                                                | Qual. Mondiali 2018                                                    | -                                                                      | 84’                                                                    |
| 13-10-2015                                                             | Bujumbura                                                              | Burundi                                                                | 2 – 0                                                                  | Seychelles                                                             | Qual. Mondiali 2018                                                    | -                                                                      | 65’                                                                    |
| 17-10-2015                                                             | Bujumbura                                                              | Burundi                                                                | 2 – 0                                                                  | Etiopia                                                                | Campionato delle Nazioni Africane 2016 - 1º turno                      | -                                                                      | 80’                                                                    |
| Totale                                                                 |                                                                        | Presenze                                                               | 5                                                                      |                                                                        | Reti                                                                   | 3                                                                      |                                                                        |